# Stazione di Acireale (1867)
La stazione di Acireale è stata la primitiva stazione ferroviaria posta sulla linea Messina-Siracusa, era a servizio dell'omonima città.

## Storia
La stazione di Acireale venne realizzata nel contesto della costruzione del secondo tronco ferroviario Giardini-Catania della ferrovia Messina-Siracusa ed aperta al traffico, quando questo venne inaugurato, nei primi giorni di gennaio del 1867, (il primo tratto Messina-Giardini era stato inaugurato l'anno prima) collegando quindi la città sia col capoluogo catanese che con le località a nord. La stazione venne costruita a sud della città, dove sarebbero entro breve tempo sorte le Terme col loro parco, l'Hotel des bains, e il castello 'Scammacca' dei Pennisi di Floristella.
I lavori di costruzione furono iniziati dalla Società Vittorio Emanuele, conosciuta anche come Società per le Strade ferrate Calabro-Sicule. In seguito la stazione (e la linea) vennero assorbiti dalla Società per le Strade Ferrate della Sicilia, detta anche Rete Sicula.
La stazione ebbe sempre un buon traffico viaggiatori locali e a lungo percorso; vi fermavano tutte le categorie di treni compresi i più importanti direttissimi per il rilevante traffico viaggiatori turistico diretto alle località marine circostanti e alle vicine Terme.
In seguito al completamento del raddoppio dei binari della tratta Fiumefreddo-Catania Ognina la stazione venne abbandonata e sostituita da una nuova costruita circa 2 km più a sud e in zona decentrata.

## Strutture e impianti
L'edificio della stazione, non molto grande ma di elegante fattura, ricalca la struttura classica delle stazioni del tempo con un corpo centrale elevato e due laterali più bassi. Il tutto era completato, da una elegante pensilina in ferro con colonne portanti in ghisa di stile neoclassico a copertura del primo binario, rimossa inopportunamente negli anni ottanta. Sul fianco nord-est un piccolo casino di stile neogotico, sala d'aspetto privata dei Floristella, aggiungeva un tocco di eleganza alla stazione. L'edificio, dall'apertura della nuova grande stazione più a sud, è rimasto in semi abbandono.